# Antichloris miraculosa
Antichloris miraculosa är en fjärilsart som beskrevs av Erich Martin Hering 1926. Antichloris miraculosa ingår i släktet Antichloris och familjen björnspinnare. Inga underarter finns listade i Catalogue of Life.